# Guanacaste (arbre)
Enterolobium cyclocarpum
Pour les articles homonymes, voir Guanacaste.
Espèce
Classification phylogénétique
Le guanacaste, ou Enterolobium cyclocarpum, est une espèce de plantes à fleurs de la famille des Mimosaceae, ou des Fabaceae selon la classification phylogénétique. C'est l'arbre national du Costa Rica.

## Dénominations
Il est appelé Oreille cafre, Zoreil caf à La Réunion. 
Il porte aussi les noms de Carocaro au Venezuela, Oreille d'éléphant en Amérique du nord, Conacaste en Espagne.

## Description
C'est un arbre qui mesure de 25 à 50 mètres avec un tronc allant jusqu'à 2 mètres de diamètre. Son nom d'Oreille cafre à La Réunion vient de la forme de ses fruits. Les graines qu'ils contiennent sont utilisées par les Costariciens pour leurs propriétés nettoyantes, notamment comme lessive. Elles sont commercialisées dans les circuits des produits bio.

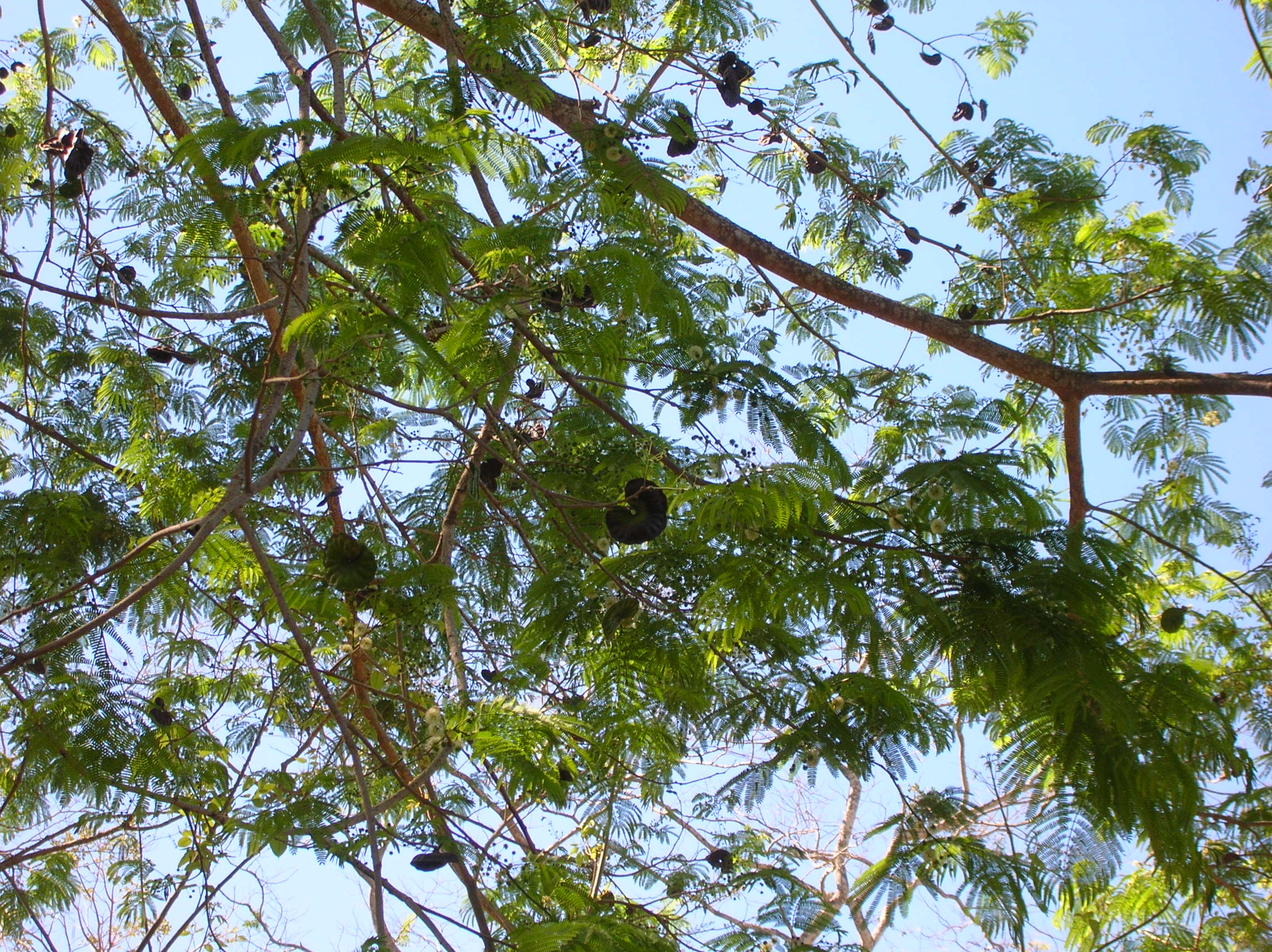
Fruits du guanacaste.
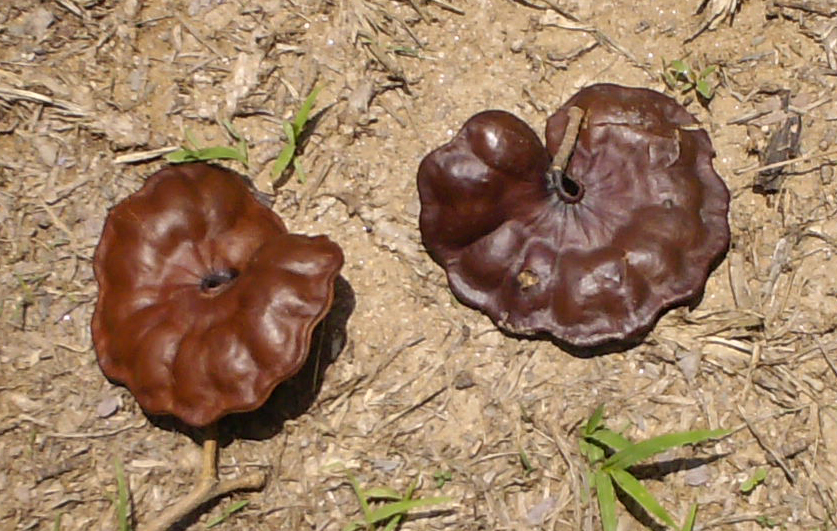
"Zoreil caf".